# سارا گیلبرت (واکسن‌شناس)
سارا کاترین گیلبرت (به انگلیسی: Sarah Catherine Gilbert) (زاده آوریل ۱۹۶۲) واکسن‌شناس و استاد واکسن‌شناسی در دانشگاه آکسفورد و از بنیانگذاران شرکت واکسی‌تک (Vaccitech) است. گیلبرت در زمینه ساخت واکسن آنفلوانزا و پاتوژن‌های ویروسی نوظهور سررشته دارد. وی ساخت و آزمایش واکسن آنفلوانزای جهانی را که در سال ۲۰۱۱ آزمایش‌های بالینی را پشت سر گذاشت، هدایت کرد. در ۳۰ دسامبر سال ۲۰۲۰، واکسن کووید ۱۹ که او با همکاری گروه واکسن آکسفورد ساختند، برای استفاده در انگلستان تأیید شد.

## جوانی و آموزش
سارا گیلبرت متولد سال ۱۹۶۲ در شهر کِترینگ در انگلستان است. پدر سارا، دفتردار یک مغازه تولید کفش و مادرش معلم ابتدایی بود. گیلبرت جوان در دوره دبیرستان (در دبیرستان کترینگ) برای اولین بار متوجه علاقه‌اش در زمینه داروسازی و کشف درمان بیماری‌ها شد که همین علاقه باعث ادامه تحصیل در زمینه زیست‌شناسی شد.
گیلبرت، دوره کارشناسی خود را در دانشگاه آنجلیای شرقی در شهر کوچک Norwich انگلیس گذارند. وی پس از طی دوره کارشناسی با کسب نمرات بالا، مستقیماً برای دوره دکترا در دانشگاه تحقیقاتی هال شد. دانشگاه هال از جمله دانشگاه‌هایی بود که اکثر فارغ‌التحصیلانش را مقامات بالای سیاسی و فرهنگی و علمی شامل می‌شدند و از طرفی همکاری این دانشگاه با دانشگاه York باعث تشکیل گروه‌های تحقیقاتی و فرصت‌های عالی برای شخصی مثل گیلبرت بود. گیلبرت طی دوره دکترا به مطالعه در زمینه زیست‌شیمی و ژنتیک پرداخت. او به بررسی و تشریح نوعی مخمر Rhodosporidium toruloides پرداخت که این شامل مطالعه بر کاربردهای این مخمر در زمینه مربوط به صنایع شیمیایی بود. البته کاربرد این نوع مخمر فقط به صنایع شیمیایی خلاصه نمی‌شد و حتی از نظر دارویی، میزبان بالقوه‌ای برای مهندسی متابولیک برای تولید ترپن‌ها و اسیدهای چرب بود.
گیلبرت پس از اتمام دوره دکترا برای فوق‌دکترا در مؤسسه تحقیقات صنعتی اقدام کرده و مشغول مطالعه و تحقیق در مرکز زیست فناوری آنجا شد و سپس مشغول به کار در کارخانجات داروسازی از جمله مرکز داروسازی ناتینگهام شد. تحقیقات وی در زمینه درمان مالاریا و پس از آن تولید واکسن آنفولانزا بود، روش درمای
نی که وی ابداع کرده بود حتی در مواردی باعث کاهش ریسک سرطان می‌شود و در سال ۲۰۱۹ با شروع پاندمی کووید-۱۹ تحقیقاتش را با تیم حرفه‌ای داروسازی خود به سمت تولید واکسن برای این بیماری متمرکز کرد. خانم دکتر سارا گیلبرت در آپریل سال ۲۰۲۰ به تولید واکسن کرونا به نام آسترازینکا با اسپانسرشیب دانشگاه آکسفورد اشاره نمود.

## پژوهش و کار بر روی واکسن کووید ۱۹

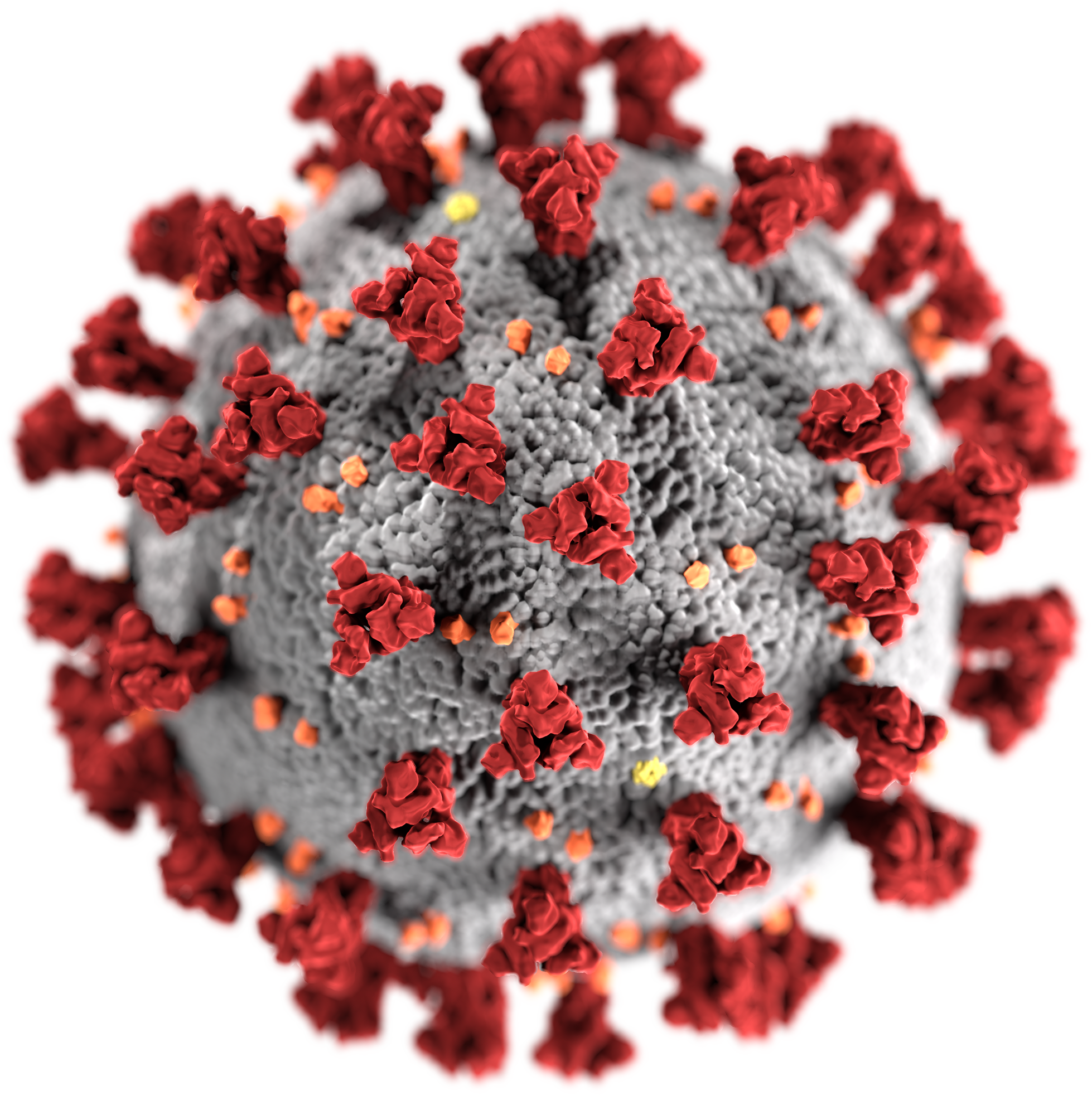
نمایش گرافیکی ویروس کرونا ویروس ۲ سندرم حاد تنفسی (SARS-CoV-2)، کشیده شده از کانون کنترل و پیشگیری بیماری، که مورفولوژی فراساختاری ویروس‌های کرونا را نشان می‌دهد.

گیلبرت در ساخت و آزمایش واکسن آنفلوانزای جهانی همکاری کرده‌است. بر خلاف واکسن‌های معمول، واکسن آنفلوانزای جهانی تولید آنتی‌بادی را تحریک نمی‌کند، بلکه سیستم ایمنی بدن را برای ایجاد سلول‌های T خاص برای آنفلوانزا تحریک می‌کند. این ماده از یکی از پروتئین‌های اصلی (نوکلئوپروتئین و پروتئین ماتریکس ۱) در داخل ویروس آنفلوانزا A استفاده می‌کند و به پروتئین‌های خارجی پوشش بیرونی توجهی ندارد. با ضعف سیستم ایمنی بدن با افزایش سن، واکسن‌های معمولی برای افراد مسن کارایی ندارد. واکسن جهانی آنفلوانزا نیازی به به روز رسانی سالانه ندارد و افراد را از واکسن آنفلوانزای فصلی بی‌نیاز می‌کند.
گیلبرت از ابتدای دنیاگیری کووید ۱۹ درگیر ساخت واکسنی نو برای محافظت در برابر ویروس کرونا بوده‌است. او کار بر روی این واکسن را در کنار اندرو پولارد، ترزا لمبه، سندی داگلاس، کاترین گرین و آدریان هیل هدایت کرد. همانند کارهای قبلی وی، واکسن کووید ۱۹ از ناقل آدنوویروس استفاده می‌کند، که مایه تحریک پاسخ ایمنی در برابر پروتئین سنبله ویروس کرونا می‌شود. در آوریل ۲۰۲۰، گیلبرت در مورد روند ساخت با شبکه بی‌بی‌سی مصاحبه کرد. در همان ماه گزارش شد که گیلبرت می‌گوید واکسن وی می‌تواند تا سپتامبر ۲۰۲۰ در دسترس همه باشد گیلبرت برای پژوهش‌های واکسن‌شناسی در زمینه کووید ۱۹ در فهرست مجله تایمز برای ''پژوهشگران مهم ماه می ۲۰۲۰'' قرار گرفت.
گیلبرت موضوع برنامه زندگی علمی رادیو ۴ بی‌بی‌سی در سپتامبر ۲۰۲۰ بود. او همچنین در فهرست ۱۰۰ زن بی‌بی‌سی بود که در ۲۳ نوامبر ۲۰۲۰ اعلام شد.

## زندگی شخصی
گیلبرت در سال ۱۹۹۸ سه قلو به دنیا آورد. شریک زندگی او برای نگهداری از فرزندان کار خود را رها کرد.